# دالهوندين
دالهوندين (Dalhunden) بلدية فرنسية تقع في إقليم الراين الأسفل التابع لمنطقة ألزاس - شمال شرق فرنسا .

## أعلام
- إرنست شولتز